# Mount Hayton
Mount Hayton ist ein 2240 m hoher Berg im ostantarktischen Viktorialand. Er ragt aus dem Camp Ridge im südlichen Abschnitt der East Quartzite Range in den Concord Mountains auf.
Die Südgruppe der New Zealand Federated Mountain Clubs Antarctic Expedition (NZFMCAE, 1962–1963) benannte ihn nach John S. Hayton (* 1929), Feldforschungsassistent bei dieser Expedition.